# Joey King
Joey Lynn King (ur. 30 lipca 1999 w Las Vegas) – amerykańska aktorka nominowana do Złotego Globu za rolę w serialu The Act. Jej starsza siostra, Hunter King, również jest aktorką.

## Filmografia
- 2006: Nie ma to jak hotel jako Emily Mason
- 2006: Zwariowany świat Malcolma jako Girl at Party
- 2007: Avenging Angel jako Amelia
- 2008: Quarantine jako Briana
- 2009: Anatomy of Hope jako Lucy Morgan
- 2010: Zaklinacz dusz jako Cassidy
- 2010: Ramona and Beezus jako Ramona Quimby
- 2011: Inwazja: Bitwa o Los Angeles jako Kristen
- 2011: Kocha, lubi, szanuje jako Molly Weaver
- 2011: Brent jako Charlie Meyers
- 2012: Jess i chłopaki jako Brianna
- 2013: Obecność (The Conjuring) jako Christine Perron
- 2012: Oz: Wielki i potężny jako China Girl
- 2013: Mroczny rycerz powstaje jako młoda Talia al Ghul
- 2013: Świat w płomieniach jako Emily Cale
- 2014-2015: Fargo jako Greta Grimly (serial)
- 2015-2016: The Flash (sezon 2) jako Frankie Kane (serial)
- 2015: Stonewall jako Phoebe Winters
- 2016: Dzień Niepodległości: Odrodzenie jako Sam
- 2017: W starym dobrym stylu jako Brooklyn
- 2017: Siedem śmiertelnych życzeń  jako Clare Shannon
- 2018: The Kissing Booth jako Elle Evans
- 2018: Radium Girls jako Bessie
- 2018: Slender Man jako Wren
- 2018: Kłamstwo jako Kayla
- 2018: Lato '03 jako Jamie Winkle
- 2018: Smartass jako Freddie
- 2019: The Act jako Gypsy Rose Blanchard (serial)
- 2019: Zeroville jako Zazi
- 2020: The Kissing Booth 2 jako Elle Evans
- 2020: Welcome to the Blumhouse jako Kayla
- 2021: The Kissing Booth 3[1] jako Elle Evans
- 2022: Między życiem a śmiercią jako Tessa
- 2022: Bullet Train[1] jako Prince
- 2022: The Princess jako The Princess

## Życie prywatne
Joey King związała się z producentem i reżyserem Stevenem Pietem w 2019 roku, po tym jak poznali się na planie serialu The Act. Para zaręczyła się 22 lutego 2022 roku, a pobrali się 2 września 2023 roku na Majorce w Hiszpanii.